# サルビノヴォ (ムィシリブシュ郡)
サルビノヴォ（ポーランド語: Sarbinowo [sarbiˈnɔvɔ]）、またはドイツ語名ツォルンドルフ（ドイツ語: Zorndorf）は、ポーランドの西ポモージェ県ムィシリブシュ郡デンブノ自治体の村。デンブノから南約10km、ムィシリブシュから南西約35km、シュチェチンから南約86kmのところにいる。人口は490。

## 歴史
西スラヴ人の集落として始まり、1261年に最初に言及されたときはテンプル騎士団領トルバルムシュトルプ（Torbarmstorp）という名前だった。1335年にはブランデンブルク辺境伯領ノイマルクのツォルベンスドルフ（Tzorbensdorf）として知られ、1540年にブランデンブルク＝キュストリン辺境伯ヨハンの領土になった。1758年8月25日にはこの地でツォルンドルフの戦いが生起し、ウィリアム・フェルマー率いるロシア帝国陸軍とプロイセン軍フリードリヒ2世率いる軍勢が戦った。ツォルンドルフの戦いは七年戦争で最も多くの血が流れた戦闘の1つだった。1815年、プロイセン領ブランデンブルク県の一部になり、1871年にドイツ帝国に組み込まれた。第二次世界大戦後、ポツダム会談での合意によりポーランド領になり、現地ドイツ人が追放された。その後、ポーランド人が入植した。